# Uribarri (métro de Bilbao)
Pour les articles homonymes, voir Uribarri.
Uribarri est une station de la ligne 3 du métro de Bilbao, située dans le quartier homonyme de Bilbao en Biscaye dans le Pays basque (Espagne). La station, souterraine, a été construite par Norman Foster dans le style des stations des lignes 1 et 2, bien qu'elle dispose de petites améliorations par rapport aux précédentes. Il convient de souligner qu'un des accès à la station s'effectue au moyen d'un canyon que dessert actuellement la station de Zumalakarregi de la Ligne 4 (Ligne du Txorierri) d'EuskoTren[pas clair].

## Histoire
Les travaux ont démarré en mai 2009. Le projet rencontre beaucoup de problèmes concernant la géologie du terrain.
En mars 2015, la municipalité projette l'ouverture de la station à la fin 2016.
La station est inaugurée le 8 avril 2017. Ses opérateurs prévoient un trafic quotidien de 16.000 usagers (6 millions par an). La porte d'accès en canyon donnant sur la place des Écoles est mise en service en août 2017.
La présence de cette nouvelle station permet à la ville de débloquer en août 2018 un budget de 4,5 millions d'euros pour réhabiliter 45.000 m² de terrain dans le quartier.

## Accès
Celle-ci est la station du métro de Bilbao qui dispose de plus d'accès, cinq précisément.
| Provenance/Destination | <      | Ligne              | >           | Provenance/Destination |
| ---------------------- | ------ | ------------------ | ----------- | ---------------------- |
| Matiko                 | Matiko | (*En construction) | Casco Viejo | San Antonio Etxebarri  |

- Station de Zumalakarregi (derrière la mairie de Bilbao)
- Calle (rue) Valentín de Berriotxoa avec Calle (rue) Trauko
- Calle (rue) Traversée C de Uribarri
- Plaza Escuelas
- (Ascenseur)

## Voir également
- Ligne 3 du métro de Bilbao
- Métro de Bilbao

| Ligne        | Destination / Provenance | Stations desservies dans la commune | Stations desservies dans la commune | Stations desservies dans la commune | Stations desservies dans la commune | Stations desservies dans la commune | Stations desservies dans la commune | Stations desservies dans la commune | Stations desservies dans la commune | Stations desservies dans la commune | Stations desservies dans la commune | Stations desservies dans la commune | Destination / Provenance |
| ------------ | ------------------------ | ----------------------------------- | ----------------------------------- | ----------------------------------- | ----------------------------------- | ----------------------------------- | ----------------------------------- | ----------------------------------- | ----------------------------------- | ----------------------------------- | ----------------------------------- | ----------------------------------- | ------------------------ |
| L1           | Plentzia                 | San Inazio                          | Sarriko                             | Deusto                              | San Mamés                           | Indautxu                            | Moyua                               | Abando                              | Casco Viejo                         | Santutxu                            | Basarrate                           | Bolueta                             | Etxebarri                |
| L2           | Santurtzi                | San Inazio                          | Sarriko                             | Deusto                              | San Mamés                           | Indautxu                            | Moyua                               | Abando                              | Casco Viejo                         | Santutxu                            | Basarrate                           | Bolueta                             | Basauri                  |
| L3           | Terminus                 | Matiko                              | Uribarri                            | Uribarri                            | Casco Viejo                         | Casco Viejo                         | Zurbaranbarri                       | Zurbaranbarri                       | Txurdinaga                          | Txurdinaga                          | Otxarkoaga                          | Otxarkoaga                          | Kukullagako              |
| L4 à l'étude | Terminus                 | Matiko                              | Unibertsitatea                      | Unibertsitatea                      | Plaza Euskadi                       | Plaza Euskadi                       | Moyua                               | Zabalburu                           | Zabalburu                           | Irala                               | Irala                               | Rekalde                             | Terminus                 |